# アラブ系ハイチ人
ハイチには少ないが目立つ数の中東に血統を持つか、アラブ系の家系に属するハイチ人が存在する。ハドラーミを祖先に持つ者がアラブ系ハイチ人のコミュティに存在する。レバノン系とシリア系を祖先に持つ者が最もアラブ系ハイチ人にとって多いが、しかしながら目立った数のパレスチナ系住民も存在する。アラブ系ハイチ人は一般的にハイチ社会の上層部に位置すると考えられるが、彼等は影響力が大きく数も多い混血や白人系のハイチ人から距離を取り、独自性を保つ。長年、彼等は「エリート」との連合のため、貧しい黒人系ハイチ人を避けてきたが、徐々に貧しい大衆を受け入れ、友好的に交流し始めている。アラブ系ハイチ人はハイチのビジネス界で傑出した存在であり、そのため彼等の多くが首都ポルトープランスに居住しビジネスを行う。中産階級のアラブ系ハイチ人はしばしば多くの都市のスーパーマーケットのオーナーである。
最初にハイチに到達したアラブ人は1800年代半ばにカリブ海諸国に上陸した。その間、ハイチのビジネス会はドイツ人とイタリア人の移民によって牛耳られていた。彼等の多くは農村部に移住し、行商とインフォーマルな経済的おしゃべりをしていた。第一次世界大戦によってレバノンを支配していたオスマン帝国がドイツ帝国と同盟を結ぶと、レバノン人のアメリカ大陸への移住が加速し、ハイチも多くのレバノン人移民を受け入れた。ハイチは1940年代の中東戦争の間にもパレスチナ難民を受け入れ、この時期のハイチはアラブ人の存在感が重くなった。

## 著名なアラブ系ハイチ人
- ナタリー・アンダル 高名な作家、詩人、文学研究者
- アントワーヌ・イズメリー 殺害されたビジネスマン、民主化運動家
- ロバート・アンド・レイナルド・マルティーノ コンパの音楽家（先祖がアラブ系）
- アンドレ・アペー アメリカ生まれのハイチのビジネスマン
- サミール・ムーラ ビジネスマン、2006年の大統領候補者

## 脚註
1. 1 2 3 4  "Arab Haitian History", heritagekonpa. 2007年10月22日閲覧（元となった英語版の日付によるもので、日本語版は関知しない）.